# شهرستان استوارت (جورجیا)
شهرستان استوارت، جورجیا (به انگلیسی: Stewart County, Georgia) یک سکونتگاه مسکونی در ایالات متحده آمریکا است که در جورجیا واقع شده‌است.